# 마케이누
마케이누(일본어: 負け犬)는 일본어이며, 직역하면 싸움에서 진 개이다. 일본의 여성 에세이 작가인 사카이 준코(酒井 順子)가 자신의 에세이집 '마케이누의 눈물'에서 사용한 단어이다. 작가가 직장 생활 때문에 가정을 꾸리지 못한 것을 걱정하는 30대 미혼 여성을 마케이누라 칭한 건 그들을 모욕하기 위해서 사용한 게 아니라 반대로 그들을 격려하기 위해서 사용한 것이다. 즉 당신들은 싸움에 진 개가 아니라 싸움에 이긴 개, 즉 인생의 패배자가 아니라 인생의 승리자라고 반어법으로 응원을 보낸 것이다. 한국에서는 3~40대가 되도록 결혼을 못 한 도태된 여성을 칭하는 단어로 알려졌다.

## 같이 보기
- 초식남